# René de Galard de Béarn, Marquis de Brassac

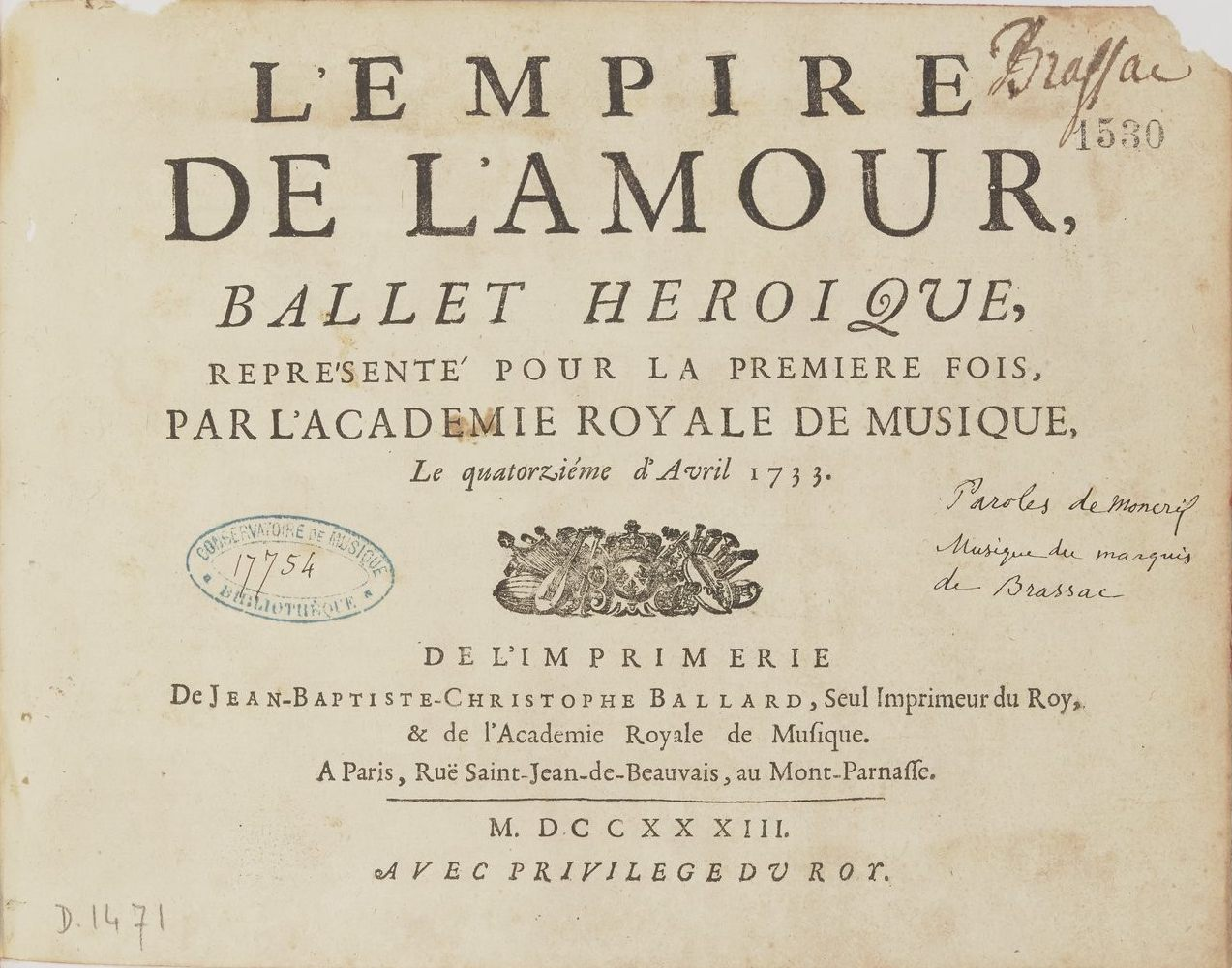
Titelblatt L’Empire de l’Amour (1733)

René de Galard de Béarn, Marquis de Brassac (* 1699 in La Roque; † Oktober 1771 in Paris) war ein französischer General und Amateurkomponist der Barockzeit.

## Leben
Er war ein Mitglied der Adelsfamilie Galard. In seiner militärischen Laufbahn war er zunächst Page (écuyer) des Prince de Dombes, dann Kavallerieoffizier im Régiment royal de carabiniers und wurde sodann zum Colonel einer Brigade der Carabiniers ernannt.
Später brachte er es zum Brigadier de Cavalerie und 1748 zum Maréchal de camp (Generalmajor). 1756 wurde er als Kommandeur des königlichen und militärischen Ordens von Saint-Louis dekoriert. Um 1759 wurde er zum Lieutenant-général des armées du roi befördert.
Bekanntheit erlangte er jedoch vor allem als Amateurkomponist in der Barockzeit. Er zeichnete sich generell durch guten Geschmack, die Liebe zu den schönen Künsten und als Kenner der Musik aus. Er komponierte unter anderem zwei Opern und eine Kantatensammlung. 1733 stellte er der Académie royale de musique sein heroisches Ballettstück L’Empire de l'Amour vor. Aus diesem Anlass wurde er von Voltaire in dessen Werk Le Temple du goût als talentiert und couragiert gewürdigt. Eine weitere Oper, Léandre et Héro, kam 1750 in Paris zur Uraufführung. 
Sein Porträt im Kürass, gemalt von Hubert Drouais, wurde am 18. Dezember 2016 in Sens zur Versteigerung angeboten.

## Werke (Auszug)
- L’Empire de l’amour („ballet héroïque“, 1733; erweiterte Version, 1741) Text von Moncrif
- Léandre et Héro (Oper als „lyrische Tragödie“, Uraufführung 1750), Text von Lefranc de Pompignon
- L’Acte de Linus (in Fragmenten)
- Recueil de cantates (Kantatensammlung)
- Amour fugitif
- Heure du berger